# شیراهاما، چیبا
شیراهاما، چیبا (به لاتین: Shirahama) یک منطقهٔ مسکونی در ژاپن است که در کانتو واقع شده‌است. شیراهاما ۶٬۰۲۷ نفر جمعیت دارد.